# 144-я гвардейская мотострелковая дивизия
144-я гвардейская мотострелковая Ельнинская Краснознамённая, ордена Суворова дивизия (сокр. 144 мсд, в/ч 23060) — тактическое соединение Сухопутных войск Российской Федерации.
Соединение входит в состав 20-й гвардейской общевойсковой армии. Подразделения дивизии дислоцируются в Смоленской и Брянской областях.

## Советский период
Дивизия ведёт свою историю от 32-й стрелковой дивизии, сформированной 20 июля 1922 года в Саратовской области. Дивизия вела бои на озере Хасан с частями Японской императорской армии, в составе 39-го стрелкового корпуса, в 1938 году, за что была награждена орденом Красного Знамени.
В сентябре 1941 года дивизия была передислоцирована с Дальнего Востока и прошла боевой путь на Ленинградском, Западном, втором Прибалтийском фронтах. В октябре 1941 года дивизия обороняла Москву, остановив прорыв немецких войск у деревни Акулово. В мае 1942 года дивизия преобразована в 29-ю гвардейскую. В августе 1943 года дивизия освободила г. Ельня, за что была удостоена почётного наименования «Ельнинская». Боевой путь дивизии, в составе 10-й гвардейской армии, проходил через Опочку и Ригу. В 1944 году дивизия вела бои в ходе Режицко-Двинской наступательной операции, при освобождении Латвийской ССР, за что награждена орденом Суворова II степени. Солдаты 29-й гвардейской стрелковой дивизии приняли участие в Параде Победы на Красной площади в Москве в составе сводного полка Ленинградского фронта.
В июле 1946 года соединение переименовано в 36-ю гвардейскую механизированную дивизию. В 1957 году переименована в 36-ю гвардейскую мотострелковую дивизию. В 1960 году 36-я дивизия была расформирована согласно Директиве ГШ ВС СССР № орг/1/64838. 23 декабря 1967 года дивизия воссоздана с номером 144 на базе 254-го гвардейского мотострелкового полка выведенного из состава 8-й гвардейской мотострелковой дивизии.
В дальнейшем дивизия дислоцировалась в ЭССР, в составе Прибалтийского военного округа, откуда была выведена в 1994 году в г. Ельня. В 1998 году дивизия преобразована в 4944-ю базу хранения вооружения и техники (БХВТ) и затем в 2004 году расформирована.

## В современной России
Воссоздание дивизии начато летом 2016 года с прибытия из Екатеринбурга под Ельню первого эшелона с техникой и личным составом 28-й отдельной мотострелковой Симферопольской Краснознамённой, ордена Суворова бригады имени С. Орджоникидзе, на основе которой началось формирование дивизии. Часть подразделений дивизии разместилось рядом с Ельней, часть — в районе г. Клинцы Брянской области.
Дивизия вошла в состав 20-й гвардейской общевойсковой Краснознамённой армии.
Указом Президента Российской Федерации № 384 от 30 июня 2018 года дивизии присвоено почётное наименование «гвардейская Ельнинская», таким образом дивизия наследует награды, исторический формуляр, знамя и боевую славу 29-й гвардейской стрелковой дивизии времён ВОВ.
В 2022 году в числе других частей 20-й общевойсковой армии дивизия участвовала во вторжении на Украину. В сентябре 2022 дивизией командовал генерал Олег Цоков, который в сентябре был ранен украинским ударом по Сватово Луганской области. В сентябре же дивизия попала в Лиманский котёл.
В июне 2023 появились сообщения, что в ходе войны с Украиной подразделение 144-й дивизии 20-й армии попало под обстрел под оккупированной РФ Кременной Луганской области. Российские провоенные блогеры предварительно оценивают потери в 100 убитых и 100 раненых. Обстрел велся РСЗО HIMARS и другой артиллерией. Военнослужащие были построены перед наступлением и ожидали командира, командующего армией генерала Сухраба Ахмедова.

## Награждённые званием Героя Российской Федерации
- гвардии старший лейтенант Шаймарданов, Дамир Эдуардович, 2022 год (посмертно).
- гвардии старший лейтенант Крынин, Александр Эдуардович, 2022 год (посмертно).
- гвардии рядовой Мальцев, Александр Викторович, 2023 год (посмертно).
- гвардии генерал-лейтенант Цоков, Олег Юрьевич, 2023 год (посмертно).
- гвардии младший лейтенант Подъяблонский, Иван Валерьевич, 2024 год (посмертно).
- гвардии капитан Енин, Валерий Анатольевич, 2024 год .
- гвардии лейтенант Перелыгин, Александр Сергеевич, 2024 год (посмертно).

## Командиры
- Герасимов, Валерий Васильевич (1993-1995 г.)
- гвардии генерал-полковник Лазебин, Евгений Павлович (1995-1996)
- гвардии полковник Носарев, Владимир Александрович (1998-2002 г.)
- гвардии генерал-майор Слепцов Виталий Владимирович (2019-2022 г)
- гвардии подполковник Виктор Петрушин (2002 г.)
- гвардии генерал-майор Цоков, Олег Юрьевич ( август 2022- февраль 2023г)
- гвардии полковник Поляков, Алексей Алексеевич (2023 г)

## Состав
- Управление
- 254-й гвардейский мотострелковый полк имени А. М. Матросова (Таллин)

29 Т-72, 125 БТР-70, 6 БТР-60, 6 БМП-2, 2 БРМ-1К, 3 1В18, 1 1В19, 2 ПРП-4, 6 Р-145БМ, 2 ПУ-12, 1 МТУ-20, 12 МТ-ЛБТ;
- 482-й мотострелковый полк (Клоога)

31 Т-72, 4 БМП-2, 2 БРМ-1К, 3 1В18, 1В19, 4 Р-145БМ, 1 МТУ-20;
- 488-й мотострелковый полк (Клоога)

30 Т-72, 4 БМП-2, 2 БРМ-1К, 3 2С1, 3 2С3, 2 Д-30, 1 2С12, 3 1В18, 1 1В19, 4 Р-145БМ, 1 ПУ-12, 1 МТУ-20;
- 228-й танковый полк (Кейла)

94 Т-72, 14 БТР-60, 2 БМП-2, 2 БРМ-1К, 2 БМП-1КШ, 3 1В18, 1 1В19, 2 ПРП-4, 2 Р-145БМ, 1 ПУ-12, 3 МТУ-20, 12 МТ-ЛБТ;
- 450-й артиллерийский полк (Клоога)

12 РСЗО 9К51 «Град», 1 ПРП-4, 3 1В18, 1 1В19, 1 Р-145БМ, 1 Р-156БТР;
- 1259-й зенитный артиллерийский полк (Клоога);
- 156-й отдельный ракетный дивизион (Клоога);
- 3-й отдельный танковый батальон (Клоога);
- 1281-й отдельный противотанковый артиллерийский дивизион (Клоога): 4 Р-145БМ, 22 МТ-ЛБТ;
- 148-й отдельный разведывательный батальон (Клоога): 10 БМП-2, 7 БРМ-1К, 1 Р-145БМ;
- 295-й отдельный инженерно-сапёрный батальон (Клоога): 2 «Жук»;
- 686-й отдельный батальон связи (Таллин): 9 Р-145БМ, 2 Р-156БТР, 1 Р-137Б;
- 379-й отдельный ремонтно-восстановительный батальон (Клоога);
- 1032-й отдельный батальон материального обеспечения (Клоога);
- отдельный медицинский батальон (Таллин);
- отдельная рота химической защиты (Таллин);
- ОВКР (Таллин).

Всего: 184 Т-72, 125 БТР-70, 6 БТР-60, 36 БМП-2, 15 БРМ-1К, 3 2С1, 3 2С3, 12 Град.
- Управление (Смоленск[1], Смоленская область)[13]
- 254-й гвардейский мотострелковый полк имени Александра Матросова, в/ч 91704 (с. Займище);
- 283-й мотострелковый полк (г. Ельня)[14]
- 488-й гвардейский мотострелковый Симферопольский Краснознамённый, ордена Суворова полк имени Серго Орджоникидзе, в/ч 12721 (г. Клинцы);[15]
- 59-й гвардейский танковый Люблинский дважды Краснознамённый, орденов Суворова и Кутузова полк (г. Ельня)
- 856-й гвардейский самоходный артиллерийский Кобринский Краснознамённый, ордена Богдана Хмельницкого полк[16][17], в/ч 23857 (г. Почеп, Брянская область);
- 673-й отдельный зенитный ракетный дивизион (г. Смоленск);
- 148-й отдельный разведывательный батальон, в/ч 23872 (г. Смоленск);
- 1259-й отдельный противотанковый артиллерийский дивизион (г. Ельня);
- 340-й отдельный инженерно-сапёрный батальон (г. Ельня);
- 686-й отдельный батальон связи (п. Шаталово);
- 1032-й отдельный батальон материального обеспечения (г. Почеп);
- 150-й отдельный медицинский батальон (г. Почеп);
- Отдельная рота БЛА;
- Отдельная рота РЭБ;
- Отдельная рота РХБЗ.